# Heliophanus machaerodus
Heliophanus machaerodus är en spindelart som beskrevs av Simon 1909. Heliophanus machaerodus ingår i släktet Heliophanus och familjen hoppspindlar. Inga underarter finns listade i Catalogue of Life.